# 圧縮率
圧縮率（あっしゅくりつ、英語: compressibility）とは、系にかかる圧力に対して、系の体積がどの程度変化するかを表す物性量である。

## 定義
圧力 p の下での物体の体積が V であるとき、圧縮率は
{\displaystyle \kappa =-{\frac {1}{V}}{\frac {dV}{dp}}}
で定義される。
一般に圧縮率は圧力の関数であるが、圧力変化 Δp が小さく、圧縮率を定数とみなすことができる範囲で
{\displaystyle \theta =-\kappa \,\Delta p}
あるいは
{\displaystyle V=V_{0}(1-\kappa \,\Delta p)}
と表わすことができる。
ここで V0 は基準とする圧力での体積、θ = ΔV/V0 は体積ひずみである。

## 体積弾性率
圧縮率の逆数を体積弾性率（bulk modulus）、または体積弾性係数といい、
{\displaystyle K={\frac {1}{\kappa }}=-V{\frac {\partial p}{\partial V}}}
で定義される。
体積弾性率の記号は、K や B で表されることが多い。
等温体積弾性率は、ヘルムホルツエネルギー F(T, V) を用いると、
{\displaystyle K_{T}=V\left({\frac {\partial ^{2}F(T,V)}{\partial V^{2}}}\right)_{T}}
と表すことができる。
断熱体積弾性率は、内部エネルギー U(S, V) を用いると、
{\displaystyle K_{S}=V\left({\frac {\partial ^{2}U(S,V)}{\partial V^{2}}}\right)_{S}}
と表すことができる。
体積弾性率と硬さには相関があり、体積弾性率が大きい場合、その物質は硬い場合が多い。窒化炭素（立方晶窒化炭素やβ-C3N4など）は、ダイヤモンドより大きな体積弾性率を持つことが理論計算から予測されており、ダイヤモンドより硬い可能性が指摘されている（2004年現在、まだ実験で検証されていない）。単層カーボンナノチューブを常温加圧した物質（超硬度ナノチューブ相、SP-SWCNT）がダイヤモンドより大きい体積弾性率を持つことが確認されている。

## 弾性率の相関関係
弾性体が均質で等方的な場合には二つの自由度で弾性率が表される。
ヤング率を E、ポアソン比を ν とするとき、体積弾性率は
{\displaystyle K={\dfrac {E}{3(1-2\nu )}}}
で表される。またラメの第一定数 λ と第二定数（剛性率）μ を用いれば
{\displaystyle K=\lambda +{\frac {2}{3}}\mu }
と表わされる。

## 温度変化との関係
圧力だけでなく温度の変化によっても物体の体積は変化するため、熱膨張が無視できない場合には温度変化に関する条件を課す必要がある。
温度が一定である条件の下での圧縮率は等温圧縮率（isothermal compressibility）と呼ばれる。温度 T、圧力 p の下での物体の体積を V として、等温圧縮率は
{\displaystyle \kappa _{T}=-{\frac {1}{V}}\left({\frac {\partial V}{\partial p}}\right)_{T}}
で定義される。体積が温度と圧力の関数であるため、定義が偏微分に置き換えられている。添え字 T により温度を固定した偏微分であることを表している。
圧縮率は等温条件だけでなく、断熱条件下でも考えることができて、この時の圧縮率は断熱圧縮率（adiabatic compressibility）と呼ばれる。
準静的断熱過程においてエントロピーが一定に保たれるため、エントロピー S を固定した偏微分により断熱圧縮率は
{\displaystyle \kappa _{S}=-{\frac {1}{V}}\left({\frac {\partial V}{\partial p}}\right)_{S}}
で定義される。
エントロピーを固定した偏微分であるため等エントロピー圧縮率（isentropic compressibility）とも呼ばれる。
断熱圧縮率と等温圧縮率との比は
{\displaystyle {\frac {\kappa _{T}}{\kappa _{S}}}={\frac {C_{p}}{C_{V}}}=\gamma }
で与えられる。ここで Cp, CV はそれぞれ等圧熱容量と等積熱容量、γ は比熱比である。
また、断熱圧縮率と等温圧縮率との差は
{\displaystyle \kappa _{T}-\kappa _{S}={\frac {TV\alpha ^{2}}{C_{p}}}}
で与えられる。ここで α は熱膨張係数である。

## 関連記事
- 物性物理学
- 圧縮率因子
- 非圧縮性
- 圧縮性流れ